# Lohner Type L
Der Lohner Type L war ein als Doppeldecker ausgelegtes Flugboot der Lohner-Werke und eine Weiterentwicklung des Lohner Types E. „L“ war die Marinebezeichnung, die firmeneigenen Kürzel lauteten Lohner T und Lohner Te. Es wurde ursprünglichen mit einem 150-PS-Motor von Rapp ausgerüstet, der jedoch wegen seiner großen Unzuverlässigkeit zu einem großen Teil durch Hiero- (145 PS), Benz- (150 PS), Daimler- (160 PS) oder Austro-Daimler-Triebwerke (160 PS) ersetzt wurde. Der Motor war auf Streben zwischen den Tragflächen montiert und trieb einen Druckpropeller an. Bis 1916 wurde der von Karl Paulal entwickelte Type L von Österreich-Ungarn als Aufklärer und Bomber eingesetzt. Ab 1916 wurde er zunächst durch die Hansa-Brandenburg K und Hansa-Brandenburg KG der Hansa-Brandenburg ergänzt und später weitgehend ersetzt. Das Flugboot wurde bei UFAG in Lizenz gebaut.
Am 27. Mai 1915 fiel den italienischen Streitkräften ein Lohner Type L (Kennung L.40) in die Hände. Die Firma Nieuport-Macchi wurde mit dem Nachbau beauftragt. Das erste Exemplar wurde im Juni 1915 fertiggestellt und erhielt die Bezeichnung L.1, um seine Herkunft von Lohner deutlich zu machen. Das k.u.k. Flugboot L 127 befindet sich, vorbildlich restauriert, im italienischen Luftfahrtmuseum Vigna di Valle am Braccianosee.
Zwei Flugboote Lohner Type L waren die ersten Flugzeuge in der Kriegsgeschichte, denen die Versenkung eines gegnerischen U-Bootes auf hoher See gelang. Am 15. September 1916 attackierten die beiden österreichisch-ungarischen Flugboote L132 und L135 der k. u. k-Seefliegerstation Cattaro etwa zehn Seemeilen vor Castellastua das französische U-Boot Foucault. Das U-Boot wurde durch zwei Bombenwürfe so schwer beschädigt, dass es kurze Zeit später sank. Die Besatzung überlebte zur Gänze und wurde später von einem herbeigerufenen österreichisch-ungarischen Torpedoboot gerettet.

## Varianten
- Lohner Type R, Schulflugzeug, 1916, 11 Stück gebaut oder als Minensuch- und U-Boot-Jagdflugzeug, 1918, 24 Stück gebaut
- Lohner Type S, Schulflugzeug, 1916, 1 Stück gebaut

## Technische Daten
| Kenngröße             | Daten Lohner T                                                | Daten Lohner Te                                               |
| --------------------- | ------------------------------------------------------------- | ------------------------------------------------------------- |
| Besatzung             | 2                                                             | 2                                                             |
| Spannweite            | 16,20 m (oben) 11,80 m (unten)                                | 16,00 m (oben) 11,00 m (unten)                                |
| Länge                 | 10,85 m                                                       | 10,85 m                                                       |
| Höhe                  | 3,50 m                                                        | 3,50 m                                                        |
| Flügelfläche          | 51,9 m²                                                       | 45 m²                                                         |
| Leermasse             | 900 kg                                                        | 960 kg                                                        |
| Startmasse            |                                                               | 1459 kg                                                       |
| Triebwerk             | ein Sechszylinder-Reihenmotor Rapp Rp III mit 150 PS (110 kW) | ein Sechszylinder-Reihenmotor Rapp Rp III mit 150 PS (110 kW) |
| Kraftstoffvorrat      | 230 kg                                                        | 221 kg                                                        |
| Höchstgeschwindigkeit | 105 km/h                                                      | 110 km/h                                                      |
| Steigzeit             | 18 min auf 1000 m Höhe                                        | 15 min auf 1000 m Höhe                                        |
| Dienstgipfelhöhe      | 2000 m                                                        | 2500 m                                                        |
| Reichweite            | 650 km                                                        | 630 km                                                        |
| Flugdauer             | 7 h                                                           | 6 h                                                           |
| Bewaffnung            | ein 8-mm-Maschinengewehr Schwarzlose, 150 kg Bomben           | ein 8-mm-Maschinengewehr Schwarzlose, 150 kg Bomben           |

## Erhaltene Flugzeuge
Ein Flugzeug befindet sich im italienischen Luftfahrtmuseum Vigna di Valle.